# Kościół Santa Maria Maddalena w Wenecji
Kościół Santa Maria Maddalena (kościół św. Marii Magdaleny, zwany potocznie La Maddalena) – rzymskokatolicki kościół w Wenecji w dzielnicy (sestiere) Cannaregio, dedykowany św. Marii Magdalenie. Administracyjnie należy do Patriarchatu Wenecji. Jest kościołem rektorskim w parafii Santi Ermagora e Fortunato (lub San Marcuola).
Od strony architektonicznej jest jednym z najświetniejszych przykładów architektury klasycystycznej w Wenecji. Z wystroju jego wnętrza wyróżniają się obrazy: Ukazanie się Maryi Dziewicy Szymonowi Stockowi Giuseppe Angeliego i Ostatnia Wieczerza Giandomenica Tiepola.

## Historia
Data wzniesienia kościoła pozostaje niepewna. Według historyka Flaminia Cornera został on założony w 1222 roku jako kaplica szlacheckiego rodu Baffo, która wkrótce potem, z uwagi na konieczność zaspokojenia rosnących potrzeb lokalnej wspólnoty w zakresie opieki duszpasterskiej i sakramentalnej, przekształcona została w kościół parafialny. Według innych źródeł fundacja świątyni mogła mieć miejsce już w roku 1025. Od 1628 roku kościół miał status kolegiaty, której kapituła składała się z dwóch księży, diakona i subdiakona. Kościół średniowieczny zasadzał się na planie bazyliki, której apsyda była flankowana kaplicami bocznymi, poświęconymi św. Liberalisowi i św. Antoniemu Padewskiemu. Na przestrzeni dziejów obiekt był kilkakrotnie remontowany. Na początku XVIII wieku w jego architekturze pojawiły się zmiany, zwłaszcza w obrębie prezbiterium. 12 marca 1757 roku architekt Giorgio Massari przedłożył projekt restauracji kościoła, który jednak z powodów ekonomicznych nie doczekał się realizacji. Pojawił się jednocześnie pomysł zbudowania nowej świątyni. Z kilku projektów do realizacji wybrano koncepcję Tommasa Temanzy, który przedłożył swój projekt w sierpniu 1760 roku. 18 maja 1763 roku położono kamień węgielny pod budowę kościoła. Temanza projektując budowlę przekonał jego proboszcza, aby zaniechać tradycyjnej orientacji i zwrócić jego fasadę w kierunku campo della Maddalena. W 1778 roku obiekt został konsekrowany przez patriarchę Federico Marię Giovannellego. W 1789 roku Temanza zmarł i został w tym kościele pochowany. Prace budowlane kontynuował Giannantonio Selva. Zakończyły się one w roku 1790.
Na mocy dekretu napoleońskiego Królestwa Włoch z 5 czerwca 1805 roku (oraz kolejnych dekretów) zainicjowano w Wenecji proces kasat i przekształceń kościołów i klasztorów oraz zmian granic parafii. Dekretem królewskim z 1807 roku parafia Santa Maria Maddalena została zniesiona i włączona do parafii Santa Fosca, zaś status kościoła został obniżony do rangi oratorium. W 1810 roku również parafia Santa Fosca została zniesiona, a kościół Santa Maria Maddalena został (po raz pierwszy) zamknięty dla kultu, po czym w 1820 roku ponownie otwarty, tym razem jako kościół filialny przy kościele parafialnym Santi Ermagora e Fortunato, zwanym potocznie San Marcuola.
Po ostatnim remoncie kościół jest wykorzystywany jako miejsce okazjonalnych wystaw Biennale.

## Architektura

### Kościół
Kościół Santa Maria Maddalena jest jednym z najświetniejszych przykładów architektury neoklasycznej w Wenecji. Został zbudowany jako budowla centralna na idealnie okrągłym planie. Z zewnątrz ma formę Panteonu przykrytego spłaszczoną kopułą wspartą na bębnie. Wejście do kościoła prowadzi przez pronaos, flankowany podwójnymi kolumnami w porządku jońskim, podtrzymującymi architraw i trójkątny tympanon. Nad drzwiami znajduje się symbol masonerii (do której należał projektant kościoła) – oko wpisane w okrąg i piramidę oraz łacińska sentencja „SAPIENTIA EDIFICAVIT SIBI DOMUM”, będąca aluzją do kultu boskiej wiedzy, podstawy ideologii masońskiej. Na zewnętrznej ścianie apsydy jest marmurowa płaskorzeźba z I połowy XV wieku, Madonna z Dzieciątkiem i świętymi.

### Dzwonnica
Z biegiem czasu jedną z wież ufortyfikowanej rezydencji rodu Baffo przebudowano na dzwonnicę. Jej wygląd jest przedstawiony na znanym widoku Wenecji, Veduta di Venezia Jacopa de’ Barbari z 1500 roku. Był to budynek wzniesiony z cegły na planie kwadratu o ścianach rozczłonkowanych lizenami i przykryty czterospadowym dachem. Komora dzwonna była przepruta triforiami. Dzwonnica przetrwała rozbiórkę dawnego kościoła, ale z biegiem czasu, nieużywana i zaniedbana, zaczęła stwarzać zagrożenie dla otoczenia, więc w 1881 roku została rozebrana.

## Wnętrze

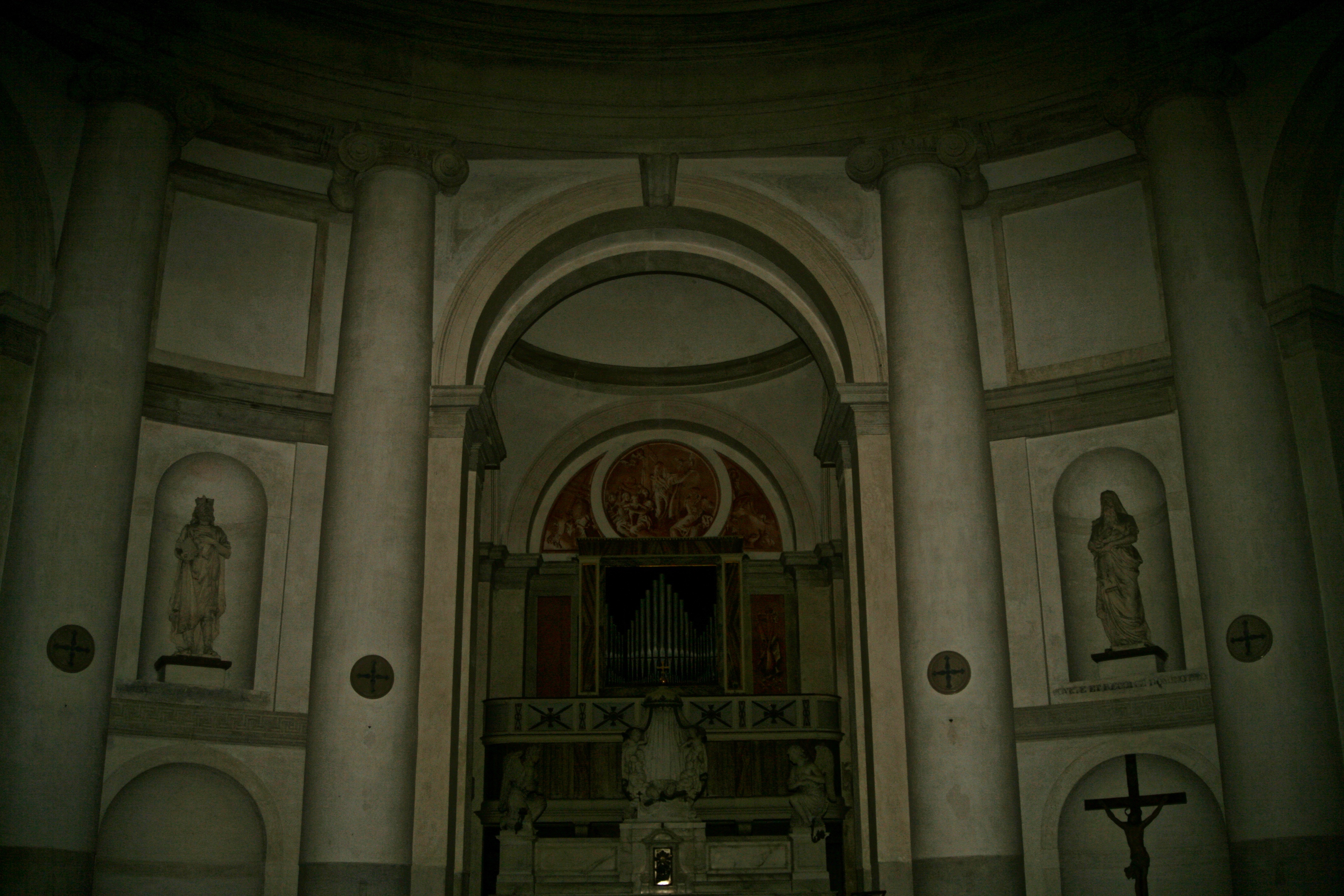
Wnętrze – empora organowa

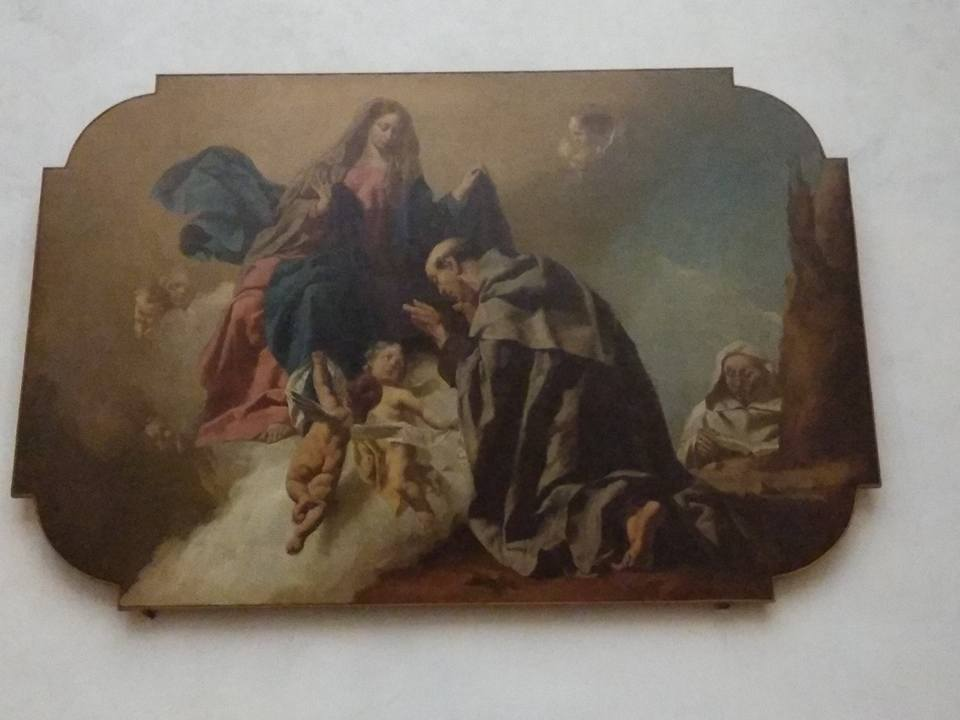
Giuseppe Angeli, Ukazanie się Maryi Dziewicy Szymonowi Stockowi

Wnętrze oparte jest na planie sześciokąta. Znajdują się w nim 4 kaplice boczne, zamknięte łukami. Prezbiterium na planie kwadratu zostało wydłużone 2 eksedrami. 12 podwójnych kolumn w porządku jońskim podtrzymuje belkowanie kopuły. Do dekoracji użyto, podobnie jak w przypadku Panteonu Rzymskiego, marmurów: marmuru greckiego do ołtarza i wieńczącego go architrawu oraz marmuru orientalnego do półkolumn w emporze muzycznej.
Wnętrze zdobią XVIII-wieczne obrazy, w tym Ukazanie się Maryi Dziewicy Szymonowi Stockowi Giuseppe Angeliego i Ostatnia Wieczerza pędzla Giandomenica Tiepola. Podczas prac restauracyjnych w 2005 roku odsłonięto na ścianie monochromatyczny fresk o treści alegorycznej, Wiara, zrealizowany przez tego samego artystę jako kompozycja, która stanowiła pierwotnie zwieńczenie Ostatniej Wieczerzy. Nad portalem wejściowym znajduje się Ofiara Izaaka, dzieło XVIII-wiecznej pracowni weneckiej. Pozostałe płótna są dziełem uczniów Giovanniego Battisty Piazzetty.